# Bill & Melinda Gates Foundation
Bill & Melinda Gates Foundation är en amerikansk privat stiftelse som grundades år 2000 av Bill Gates och Melinda Gates. Stiftelsen är världens största privata välgörenhetsorganisation och fokuserar på att förbättra global hälsa, utbildning, och bekämpa fattigdom.

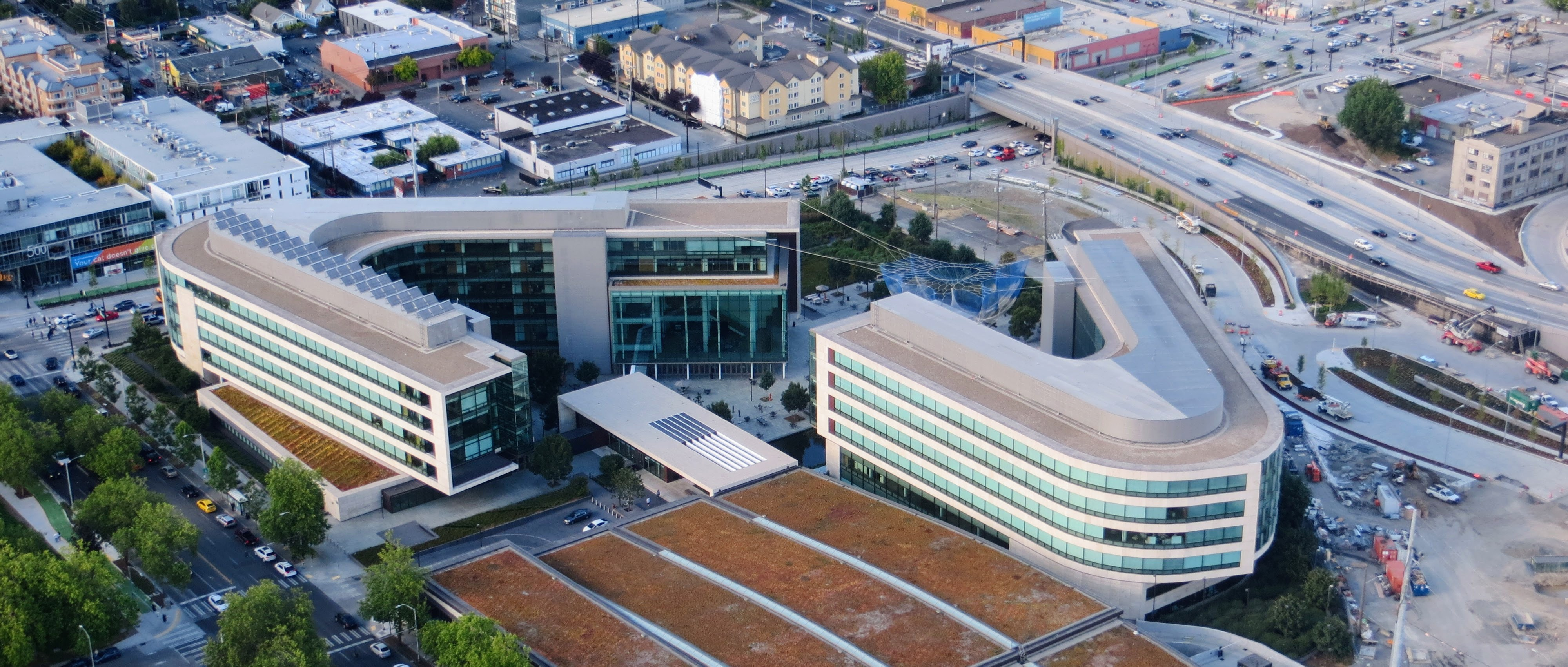
Högkvarterskomplex i Seattle sett från Space Needle

## Historik
Bill & Melinda Gates Foundation grundades den 25 januari 2000 genom en sammanslagning av William H. Gates Foundation och Gates Learning Foundation. Bill Gates, grundaren av Microsoft, och hans fru Melinda Gates, startade stiftelsen med en vision om att använda sin förmögenhet för att förbättra livet för miljontals människor runt om i världen.

### Grundandet av William H. Gates Foundation
William H. Gates Foundation grundades 1994 av Bill Gates och hans far, William H. Gates Sr. Stiftelsen fokuserade initialt på att stödja utbildning och teknologi i USA. Ett av de tidiga projekten var att donera datorer och internetanslutningar till bibliotek och skolor för att öka tillgången till teknologi för barn och ungdomar. Stiftelsen stödde också forskning inom hälsa och medicin, särskilt inom områden som HIV/AIDS och tuberkulos.

### Grundandet av Gates Learning Foundation
Gates Learning Foundation grundades 1997 av Bill och Melinda Gates. Denna stiftelse fokuserade på att förbättra utbildningsmöjligheterna för barn och ungdomar i USA. Stiftelsen investerade i innovativa utbildningsprogram, stöd till lärare och förbättring av skolmiljöer. Ett av de mest kända initiativen var Gates Millennium Scholars Program, som erbjöd stipendier till studenter från låginkomstfamiljer för att hjälpa dem att fullfölja sin utbildning.

### Sammanslagningen till Bill & Melinda Gates Foundation
Den 25 januari 2000 slogs William H. Gates Foundation och Gates Learning Foundation samman för att bilda Bill & Melinda Gates Foundation. Den nya stiftelsen hade en bredare fokus och större resurser för att adressera globala utmaningar. Stiftelsen fokuserade på tre huvudsakliga områden: global hälsa, utbildning och fattigdomsbekämpning.

### Warren Buffetts donation
År 2006 donerade Warren Buffett, en nära vän till familjen Gates, en stor del av sin förmögenhet till stiftelsen. Buffett lovade att donera 85 miljarder dollar till stiftelsen över en period av flera år. Denna donation förstärkte stiftelsens kapitalbas betydligt och gav den ytterligare resurser för att genomföra sina program och initiativ. Buffetts donation var en av de största filantropiska gåvor i historien och visade hans förtroende för stiftelsens arbete och dess förmåga att göra en betydande skillnad i världen.

### Stiftelsens utveckling och påverkan
Sedan dess har Bill & Melinda Gates Foundation växt till att bli en av de mest inflytelserika och välkända välgörenhetsorganisationerna i världen. Stiftelsen har investerat betydande resurser i att förbättra global hälsa, bekämpa sjukdomar som malaria, tuberkulos och HIV/AIDS, samt förbättra tillgången till vacciner och grundläggande hälsovård i utvecklingsländer. Stiftelsen har också varit en ledande aktör i kampen mot polio och har arbetat tillsammans med globala hälsomyndigheter för att utrota sjukdomen.
Inom utbildningsområdet har stiftelsen fortsatt att stödja innovativa utbildningsprogram, förbättra skolmiljöer och öka tillgången till högre utbildning för studenter från låginkomstfamiljer. Stiftelsen har också arbetat med att bekämpa fattigdom genom att stödja jordbruksutveckling, mikrofinansiering och andra ekonomiska initiativ. Dessa insatser har hjälpt miljontals människor runt om i världen att förbättra sina livsvillkor och få tillgång till grundläggande tjänster.

### Stiftelsens strategi och ledarskap
Bill & Melinda Gates Foundation är känd för sin strategiska och målinriktade investeringar. Stiftelsen arbetar tillsammans med regeringar, icke-statliga organisationer och andra filantroper för att maximera effekten av sina investeringar. Stiftelsen har också ett starkt ledarskap med Bill och Melinda Gates som ordförande och medlemmar i styrelsen. Stiftelsen har också en professionell ledning med erfarna ledare inom olika områden, vilket hjälper till att säkerställa att stiftelsens resurser används effektivt och strategiskt.

### Stiftelsens framtid
Bill & Melinda Gates Foundation fortsätter att vara en ledande aktör inom filantropi och global utveckling. Stiftelsen har ambitiösa mål för framtiden, inklusive att fortsätta bekämpa sjukdomar, förbättra utbildningsmöjligheterna och bekämpa fattigdom. Stiftelsen är också engagerad i att adressera nya utmaningar, såsom klimatförändringar och digital inkludering.

### Sammanfattning
Bill & Melinda Gates Foundation har sedan sin grundande år 2000 utvecklats till en av de mest inflytelserika och välkända välgörenhetsorganisationerna i världen. Med en stark vision och strategisk investering har stiftelsen gjort betydande insatser inom global hälsa, utbildning och fattigdomsbekämpning. Trots kritik och kontroverser fortsätter stiftelsen att arbeta för att förbättra livet för miljontals människor runt om i världen.

## Verksamhetsområden
Stiftelsen fokuserar på tre huvudsakliga områden: global hälsa, utbildning och fattigdomsbekämpning.

### Global hälsa
Bill & Melinda Gates Foundation har investerat betydande resurser i att förbättra global hälsa. Stiftelsen har arbetat med att bekämpa sjukdomar som malaria, tuberkulos och HIV/AIDS, samt förbättra tillgången till vacciner och grundläggande hälsovård i utvecklingsländer. Stiftelsen har också varit en ledande aktör i kampen mot polio och har arbetat tillsammans med globala hälsomyndigheter för att utrota sjukdomen.

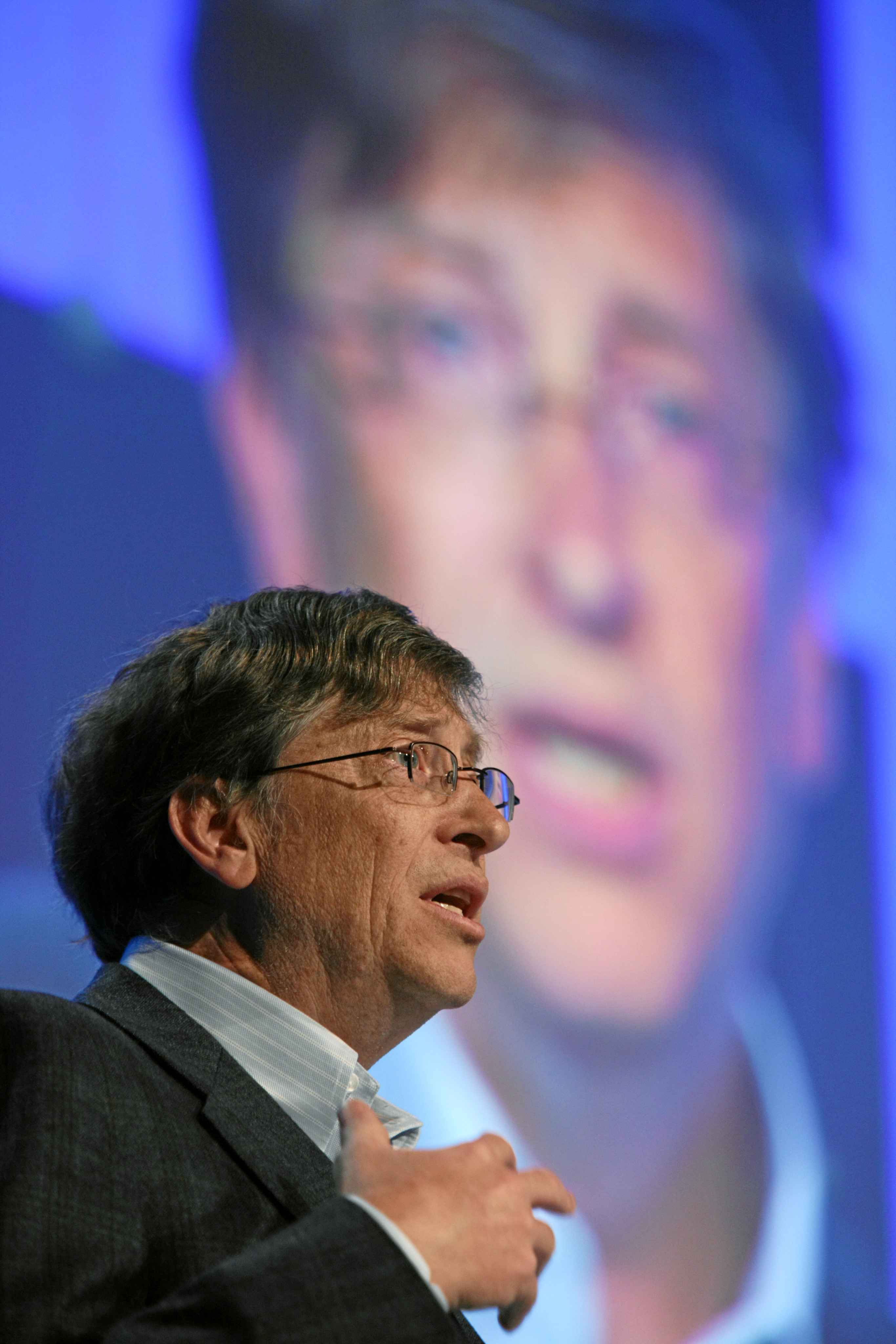
Bill Gates talar om global hälsa vid World Economic Forum 2008

### Utbildning
Stiftelsen har också fokuserat på att förbättra utbildningsmöjligheterna för barn och ungdomar, både i USA och globalt. Initiativ inkluderar stöd till lärare, förbättring av skolmiljöer och stöd till innovativa utbildningsprogram. Stiftelsen har också arbetat med att öka tillgången till högre utbildning för studenter från låginkomstfamiljer.

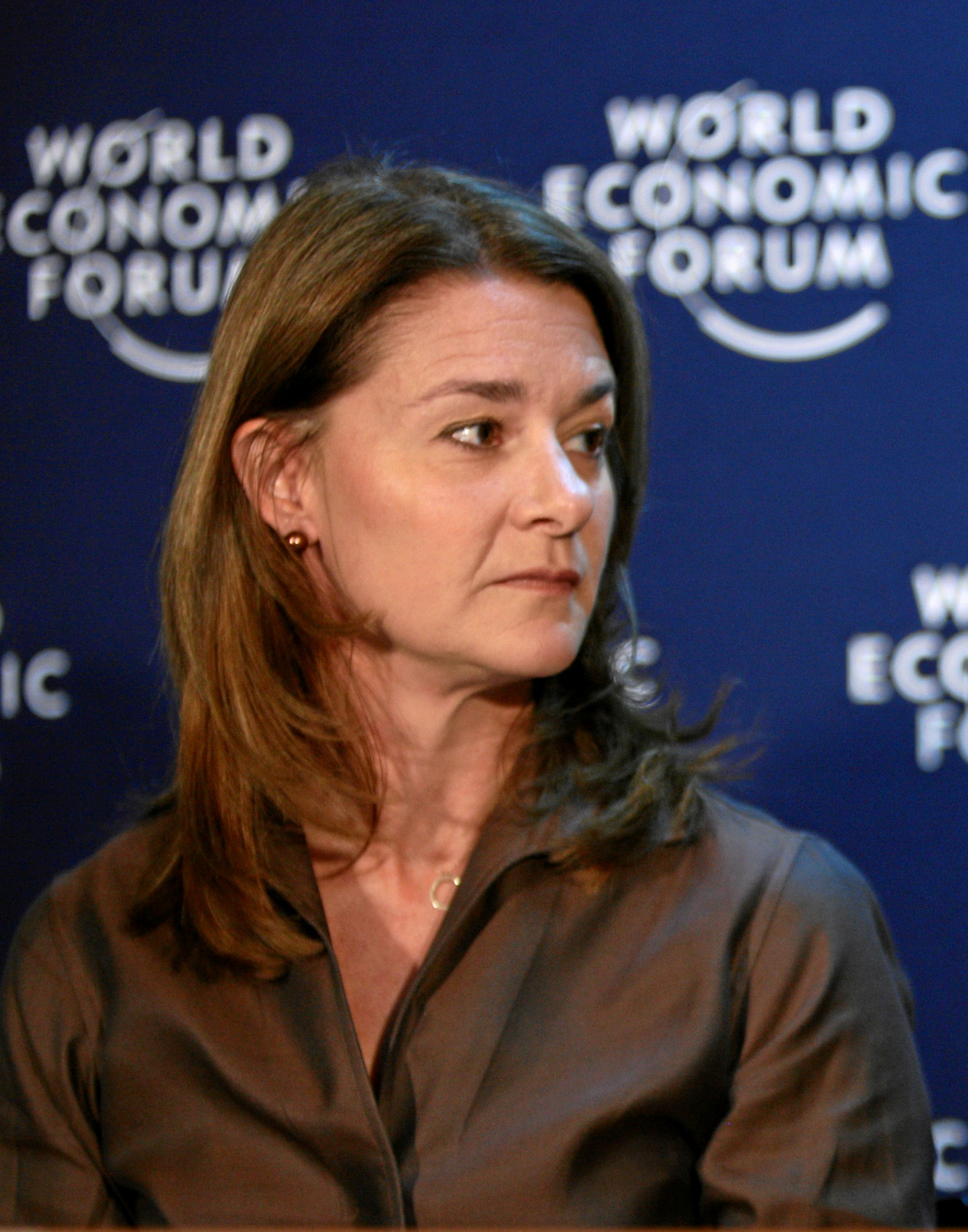
Melinda Gates talar om utbildning vid World Economic Forum 2009

### Fattigdomsbekämpning
Bill & Melinda Gates Foundation har också arbetat med att bekämpa fattigdom genom att stödja jordbruksutveckling, mikrofinansiering och andra ekonomiska initiativ. Stiftelsen har arbetat med att förbättra jordbruksmetoder och öka tillgången till finansiella tjänster för småföretagare och jordbrukare i utvecklingsländer.

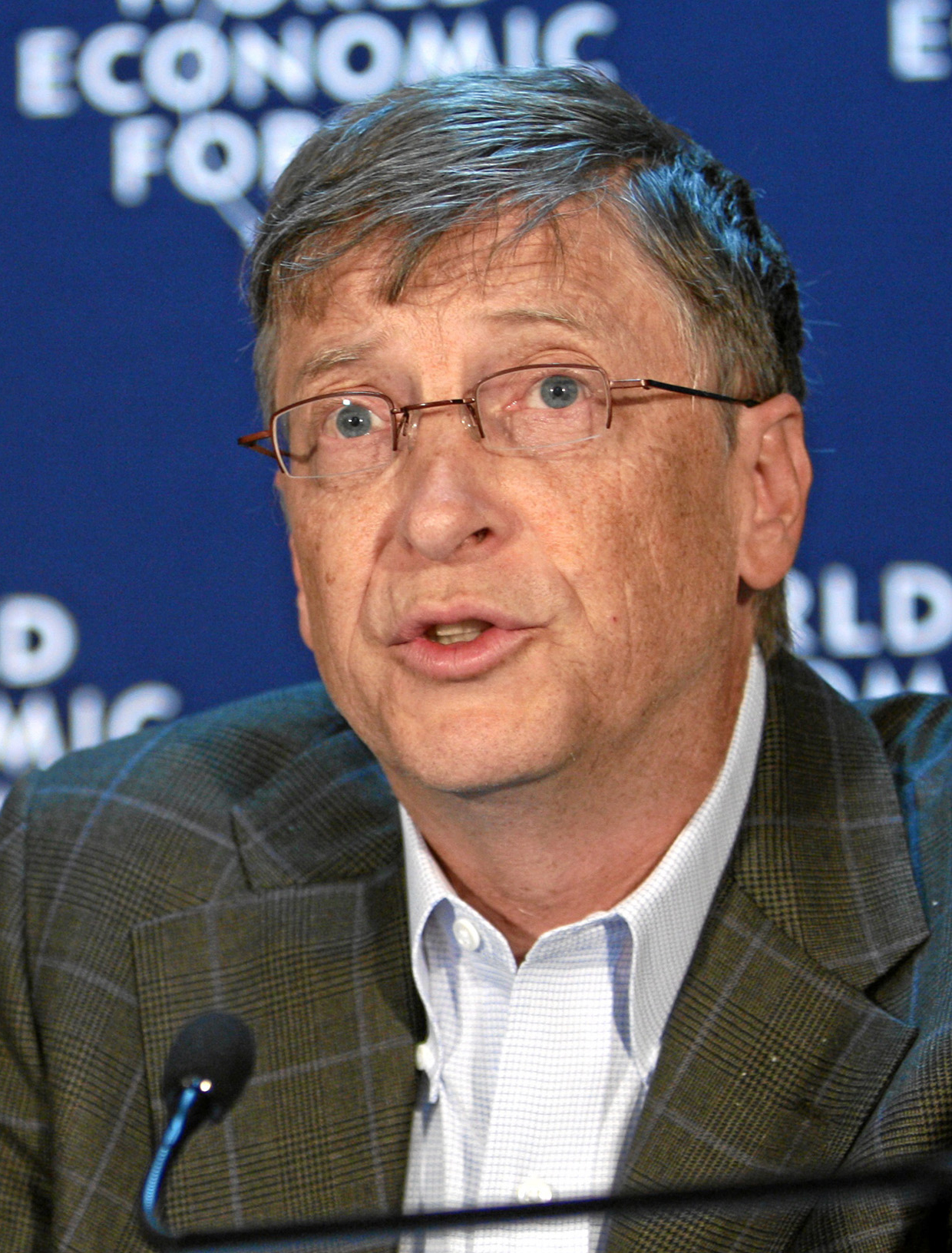
Bill Gates talar om fattigdomsbekämpning vid World Economic Forum 2009

## Finansiering och ekonomi
Stiftelsen har en betydande ekonomisk bas, med en kapitalbas som överstiger 50 miljarder dollar. Stiftelsen finansierar sina program genom donationer från Bill och Melinda Gates, samt från Warren Buffett. Stiftelsen har också mottagit donationer från andra filantroper och organisationer.
Stiftelsen är känd för sin strategiska och målinriktade investeringar. Den arbetar tillsammans med regeringar, icke-statliga organisationer och andra filantroper för att maximera effekten av sina investeringar.

## Kritik och kontroverser
Trots sina framgångar har Bill & Melinda Gates Foundation också mött kritik. Några kritiker har ifrågasatt stiftelsens inflytande över globala hälsopolitiken och utbildningssystem. Andra har kritiserat stiftelsen för att vara för fokuserad på teknologiska lösningar och för att inte ta hänsyn till strukturella orsaker till fattigdom och ohälsa.
Stiftelsen har också varit inblandad i kontroverser kring dess investeringar. Kritiker har ifrågasatt om stiftelsens investeringar i vissa företag är förenliga med dess filantropiska mål.